# マイク・マークラ
マイク・マークラ（Armas Clifford "Mike" Markkula Jr. 、1942年 - ）は、アメリカの投資家。創業間もないApple Computerへ投資し、二代目の社長を務めた。1977年からAppleを退社する1997年までCEOを含む重役を務めた。Apple Computerを法人化し、大企業へと発展させたのは彼の手腕によるものが大きいとされる。
南カリフォルニア大学にて学士号と修士号を修得する。また、シリコンバレーにあるサンタクララ大学より名誉博士号を授与される。Appleと関係を持つ前は、フェアチャイルドセミコンダクターとインテルでマーケティング部長を務め、ストックオプションで財をなした。現在はEcheLON社やACM Aviation社などの取締役を務める。